# (4370) Dickens
(4370) Dickens ist ein Hauptgürtelasteroid, der am 22. September 1982 von Ted Bowell vom Lowell-Observatorium aus entdeckt wurde.
Er wurde am 8. Juni 1990 nach dem englischen Schriftsteller Charles Dickens benannt.